# 12654 Heinofalcke
12654 Heinofalcke è un asteroide della fascia principale. Scoperto nel 1977, presenta un'orbita caratterizzata da un semiasse maggiore pari a 3,0792326 au e da un'eccentricità di 0,1039417, inclinata di 11,73505° rispetto all'eclittica.